# Rinkebytorget

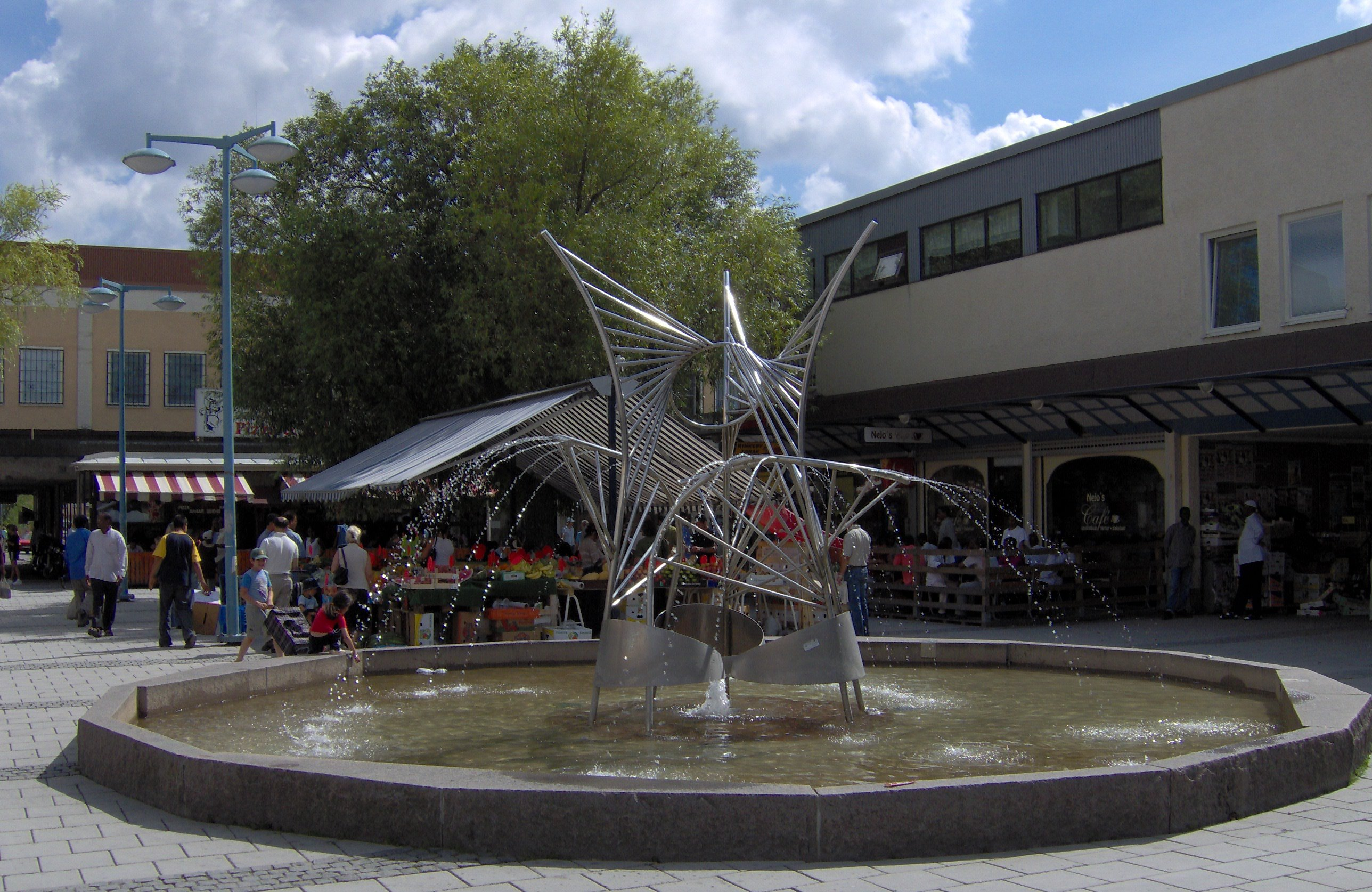
Rinkebytorget.

Rinkebytorget är en öppen plats i stadsdelen Rinkeby i nordvästra delen av Stockholms kommun. Den ligger mellan Rinkebyplan och Rinkebystråket. Vid torget finns ett mindre köpcentrum samt Folkets hus. På torget kan man handla bland annat frukt och grönt.[källa behövs]
Vid torget finns entrén till station Rinkeby, som trafikeras av den blå tunnelbanelinjen.[källa behövs]